# Anzia pseudoangustata
Anzia pseudoangustata är en lavart som beskrevs av Yoshim. & Sipman. Anzia pseudoangustata ingår i släktet Anzia och familjen Parmeliaceae.   Inga underarter finns listade i Catalogue of Life.